# Yutaka Kaneko
Yutaka Kaneko (金子 豊 Kaneko Yutaka?, nacido el 16 de octubre de 1979 en Saitama) es un exfutbolista japonés. Jugaba de centrocampista y su último club fue el MIO Biwako Kusatsu de Japón.

## Trayectoria

### Clubes
| Club               | País  | Año         |
| ------------------ | ----- | ----------- |
| Ehime FC           | Japón | 2002 - 2006 |
| MIO Biwako Kusatsu | Japón | 2006        |